# Miquel Strubell i Trueta
Miquel Strubell i Trueta (Oxford, Anglaterra, 9 de març de 1949 - Palamós, Baix Empordà, 5 de març de 2022) va ser un sociolingüista català, fill de Michael B. Strubell, anglès, i de la catalana Amèlia Trueta i net de l'eminent cirurgià Josep Trueta. Era germà del filòleg i polític Toni Strubell.

## Biografia
Llicenciat en Psicologia i Fisiologia per la Universitat d'Oxford, va obtenir un màster en Psicologia de l'Educació a la Universitat de Londres, i la llicenciatura en Psicologia per la Universitat Autònoma de Barcelona. Va fer recerques en temes de bilingüisme escolar i familiar i ha escrit sobre polítiques lingüístiques, planificació lingüística i temes relacionats.
El 1980 fou cap del Servei de Normalització Lingüística de la Generalitat de Catalunya, sota la direcció primer d'Aina Moll i després de Miquel Reniu i de Lluís Jou. També va ser director de l'Institut de Sociolingüística Catalana. Fou secretari del Consell Social de la Llengua Catalana, del qual era membre des de 2005; i fou membre del consell d'administració, i després vicepresident, del Consorci per a la Normalització Lingüística.
Entre 1999 i 2014 treballà a la UOC (Universitat Oberta de Catalunya) a Barcelona, primer com a director adjunt dels Estudis d'Humanitats i Filologia, i entre l'abril de 2001 i el setembre de 2004, com a director del programa d'Humanitats. Hi fou professor dels Estudis d'Arts i Humanitats, i membre de la comissió redactora del Libro blanco del Grado en Humanidades Arxivat 2014-05-20 a Wayback Machine..
Va escriure els llibres següents: Llengua i població a Catalunya (1981), La llengua catalana a l'àrea barcelonina (amb JM Romaní, 1986), The Catalan Language: Progress towards normalisation (amb Jude Webber 1991); Estudis i propostes per a l'extensió de l'ús social de la llengua catalana (coordinador, 1991); Euromosaic. Production and reproduction of minority language groups in the EU (coordinador i coautor, 1996); i Discussion manual on lesser-used languages (amb Jordi Bañeres, 1998). A més, l'any 1984, va co-editar (amb Maria Ros) un número especial (vol. 47) de l'International Journal of the Sociology of Language sobre "Catalan Sociolinguistics". A més, té capítols a un bon nombre de llibres. Ha estat membre del comitè editorial de les revistes Language Policy, Journal of Multilingual and Multicultural Development, Treballs de Sociolingüística Catalana.
Per al Parlament Europeu va coordinar dos informes. Primer, un sobre les minories lingüístiques als sis dels Estats que estan negociant d'entrar a la Unió Europea, "Lesser-used languages in States applying for EU membership (Cyprus, Czech Republic, Estonia, Hungary, Poland and Slovenia)". En segon lloc, un informe sobre "The European Union and Lesser-Used Languages", editat el mes de juliol de 2002. Va coordinar diversos treballs de recerca d'àmbit europeu, entre les quals destaquen l'estudi Euromosaic (1993-1995), l'observatori Atlantis (2001-2002) DROFoLTA, un estudi encarregat per la Comissió Europea sobre els obstacles a la mobilitat dels professors de llengua estrangera a Europa (2005-2006). Coordinà la European Universities' Network on Multilingualism, cofinançat per la UE entre 2009 i 2012.
Va actuar diverses vegades com a assessor per al Consell d'Europa i l'Organització per a la Seguretat i Cooperació a Europa, la qual cosa el portà a Kazakhstan, Estònia, Letònia, Croàcia, Rússia i altres països.
Entre 1985 i 2014 fou director d'activitats de la Fundació Congrés de Cultura Catalana. D'ençà la seva fundació el mes de novembre de 2002 i fins a la seva dissolució el juny de 2005, fou president de Catalunya 2003, una associació política promoguda per Pere Esteve que reclamava més autogovern per a Catalunya. Des de 2006 és membre-fundador de la plataforma independentista Sobirania i Progrés. El setembre de 2009 va ser membre del grup inicial de promotors del "Moviment per la Independència" que esdevindria l'"Assemblea Nacional Catalana Arxivat 2012-09-10 a Wayback Machine.", l'organització responsable de les multitudinàries manifestacions de l'onze de setembre de 2012 (a Barcelona), de 2013 ("La Via Catalana") i de 2014 (la "V"). També és membre del Consell Consultiu de la Plataforma per la Llengua.
Fou primer secretari executiu, i després director, de la Càtedra Linguamón-UOC de Multilingüisme d'ençà de l'any 2006 (des de la supressió de Linguamón a finals de 2011, la càtedra es diu simplement Càtedra de Multilingüisme de la UOC), fins a la seva jubilació el setembre de 2014.

## Obra publicada
- Llengua i població a Catalunya (1981)
- La llengua catalana a l'àrea barcelonina (amb J.M. Romaní, 1986)
- The Catalan Language: Progress towards normalisation (amb Jude Webber 1991)
- Estudis i propostes per a l'extensió de l'ús social de la llengua catalana (coordinador, 1991)
- Euromosaic. Production and reproduction of minority language groups in the EU (coordinador i coautor, 1996)
- Discussion manual on lesser-used languages (amb Jordi Bañeres, 1998)
- Llengua i reivindicacions nacionals a Catalunya. Evolució de les habilitats, dels usos i de la transmissió lingüística (1997-2008 (amb Ernest Querol, 2009)
- Democratic Policies for Language Revitalisation: the Case of Catalan Arxivat 2014-01-05 a Wayback Machine., p. 1-16. London: Palgrave Macmillan. (amb Emili Boix i Fuster, editors. (2011)